# The Mission (gruppo musicale)
The Mission (conosciuti negli Stati Uniti come The Mission UK per motivi legali) sono un gruppo musicale rock britannico fondata da Wayne Hussey e Craig Adams nel 1985, dopo la fine della loro avventura con i The Sisters of Mercy.

## Storia
Inizialmente chiamata The Sisterhood, la band, nella quale militavano anche il chitarrista Simon Hinkler e il batterista Mick Brown, ha dovuto cambiare il nome in The Mission a causa di un'azione legale di Andrew Eldritch, cantante e leader degli stessi The Sisters of Mercy. 
Il primo album dei Mission, God's Own Medicine, è stato pubblicato nel corso del 1986, mentre il maggior successo della band è stato il successivo Children, che ha raggiunto il 2º posto nella classifica britannica. Nel frattempo, la loro casa discografica, la Phonogram, aveva realizzato nel 1987 una collezione del materiale precedentemente inciso dai Mission fra il 1985 e il 1986 su un'etichetta indipendente, la Chapter22, The First Chapter.
Dopo aver pubblicato un ulteriore album, Carved in Sand e una raccolta di inediti e b-side, Grains of Sand (entrambi nel 1990), Simon Hinkler lascia la band. È il primo dei numerosi abbandoni che la band dovrà registrare nel corso della sua storia.
I Mission proseguono come trio e pubblicano nel 1992 l'album Masque, nel quale fanno spazio ad atmosfere più elettroniche. È una svolta che i fan non gradiscono molto e che segna un punto di non ritorno nel successo dei Mission.
Nel 1994 esce la raccolta Sum and Substance, contenente i singoli del periodo 1986-1992 e un paio di canzoni nuove. Con una formazione che vede come superstiti della formazione originale Wayne Hussey e Mick Brown, accompagnati da 3 nuovi musicisti, i Mission realizzano l'album Neverland sulla propria etichetta, Neverland, sussidiaria della Sony. I Mission replicano l'anno dopo con Blue che, di fatto, segna la fine del rapporto con la Sony e, al momento, la fine della carriera discografica dei Mission.
Il solo Wayne Hussey realizza nel 2000 un album di nuove versioni del vecchio materiale del gruppo, Resurrection/The Greatest Hits, dopodiché mette insieme una nuova formazione dei Mission con il redivivo Craig Adams (che in precedenza aveva militato coi The Cult). La band pubblica quindi Aura nel 2001, un album che viene salutato dai fan come un ritorno agli anni migliori del sound del gruppo. Seguirà una raccolta d'inediti e rarità con il successivo Aural Delight (2003) ma, ancora una volta, i The Mission dovranno fare a meno di Craig Adams che abbandona quindi il gruppo per la seconda volta. Con una formazione rinnovata, i Mission pubblicano il DVD Lighting The Candles (2005); contenente 3 dischi ricchi di materiale live, interviste, video e materiale di vario tipo che, come i due album precedenti, arriva ai primi posti delle classifiche indipendenti tedesche. Nell'aprile 2007 è stato dato alle stampe l'album God Is a Bullet.
Mentre, tra il 2008 e il 2009 son stati pubblicati vari album dal vivo in cui venivano eseguiti i primi dischi nella loro interezza. Dove, come ospite, appariva anche il chitarrista originario Simon Hinkler.
Dopodiché, nel 2010 la band cercò di riunirsi nella formazione originale per celebrare i venticinque anni di carriera. Tuttavia, il batterista Mick Brown non partecipò e al suo posto venne chiamato a sostituirlo Mike Kelly. Con questi componenti, il gruppo ha registrato gli album The Brightest Light (2013) e Another Fall from Grace (2016), l'ultimo ad avere lo stesso produttore dei primi album Tim Palmer.

## Formazione

### Formazione attuale
- Wayne Hussey - voce, chitarra (1985-1996, 1999-2008, 2010-presente)
- Simon Hinkler - chitarra (1985-1990, 2010-presente)
- Craig Adams - basso (1985-1992, 1999-2002, 2010-presente)
- Mike Kelly - batteria (2011-presente)

### Ex componenti
- Mick Brown - batteria (1985-1996)
- Mark Gemini Thwaite - chitarra (1991-1996, 1999-2001, 2005-2008)
- Rick Carter - tastiere (1992-1996)
- Andy Cousin - basso (1993-1996)
- Scott Garrett - batteria (1999-2003)
- Rob Holliday - chitarra (2001-2005)
- Richie Vernon - basso (2003-2008)
- Steve Spring - batteria (2003-2008)

## Discografia
- 1986 - God's Own Medicine
- 1988 - Children
- 1990 - Carved in Sand
- 1990 - Grains of Sand
- 1992 - Masque
- 1995 - Neverland
- 1996 - Blue
- 2001 - Aura
- 2007 - God Is a Bullet
- 2013 - The Brightest Light
- 2016 - Another Fall from Grace